# Заработная плата (Маркс)
Заработная плата — работа Карла Маркса по политической экономии, написанная в 1847 году. Дополняет работу «Наемный труд и капитал».
Работу не следует путать с докладом «Заработная плата, цена и прибыль», прочитанным Марксом в 1865 году в Лондоне на экстренном заседании I Интернационала.

## Описание
Надпись на обложке найденной рукописи («Брюссель, декабрь 1847 г.»), наличие резюме того, что «уже было изложено», форма изложения и содержание рукописи дают основание предполагать, что она представляет собой набросок Маркса для лекций, которые он читал во второй половине декабря 1847 года на собраниях Немецкого рабочего общества в Брюсселе. Рукопись содержит выписки из книг экономистов и их первичную обработку, что также говорит о подготовительной работе к лекциям.
Редакция газеты de:Deutsche-Brüsseler-Zeitung, публикуя в январе 1848 года отчёт о собраниях, дала следующее примечание: «На одном не предыдущих собраний Немецкого рабочего общества Карл Маркс сделал доклад по важному вопросу: „Что такое заработная плата?“; он говорил по-деловому и доходчиво, подверг такой острой критике существующее положение, приведя фактические доказательства, что мы намерены в ближайшее время ознакомить с ним ваших читателей», однако газета была закрыта в 1848 году, и работа опубликована не была.
Рукопись хранилась в архиве германской социал-демократии, впервые опубликована в 1924 году в России в журнале «Социалистическое хозяйство» на русском языке, на языке оригинала — в 1925 году в журнале «Unter dem Banner des Marxismus».
В 1935 году была опубликована как приложение к изданию «Наемный труд и капитал», Москва, Партиздат, 1935 — 80 с.
Обычно (основываясь на высказывании самого Маркса) точкой отсчёта экономических исследований Маркса считается брошюра «Нищета философии», написанная и опубликованная в 1847 году. Рукопись же «Заработная плата», вместе с основной работой «Наемный труд и капитал», написанной в 1847 и опубликованной в 1849 году, свидетельствует о работе Маркса в этом направлении не только с позиции критики.

## Содержание
В рукописи, как и в статьях, опубликованных в «Neue Rheinische Zeitung», речь идет о продаже рабочим капиталисту своего труда, а не о продаже рабочей силы, как в более поздних экономических работах Маркса, что характерно для ранних работ Маркса, — как отмечал Карл Каутский «в 1847 году Маркс ещё не сделал ϶ᴛᴏго фундаментального открытия».
В работе отмечается, что заработная плата представляет собой цену труда рабочего. Изучается влияние технического прогресса на структуру составных частей капитала и делается вывод, что доля капитала, идущая на заработную плату рабочих, относительно уменьшается по сравнению с долей капитала, приходящейся на машины и на сырье, что ухудшает положение рабочих и создаёт предпосылки для революционного преобразования общественных отношений. Маркс отмечает, что капитализм предельно прояснил общественные отношения, лишив их ореола святости и сведя к денежным отношениям купли и продажи. Залогом успеха социальной революции является организованность и сила пролетариата, подготовленного развитием системы наемного труда.